# Rozejm

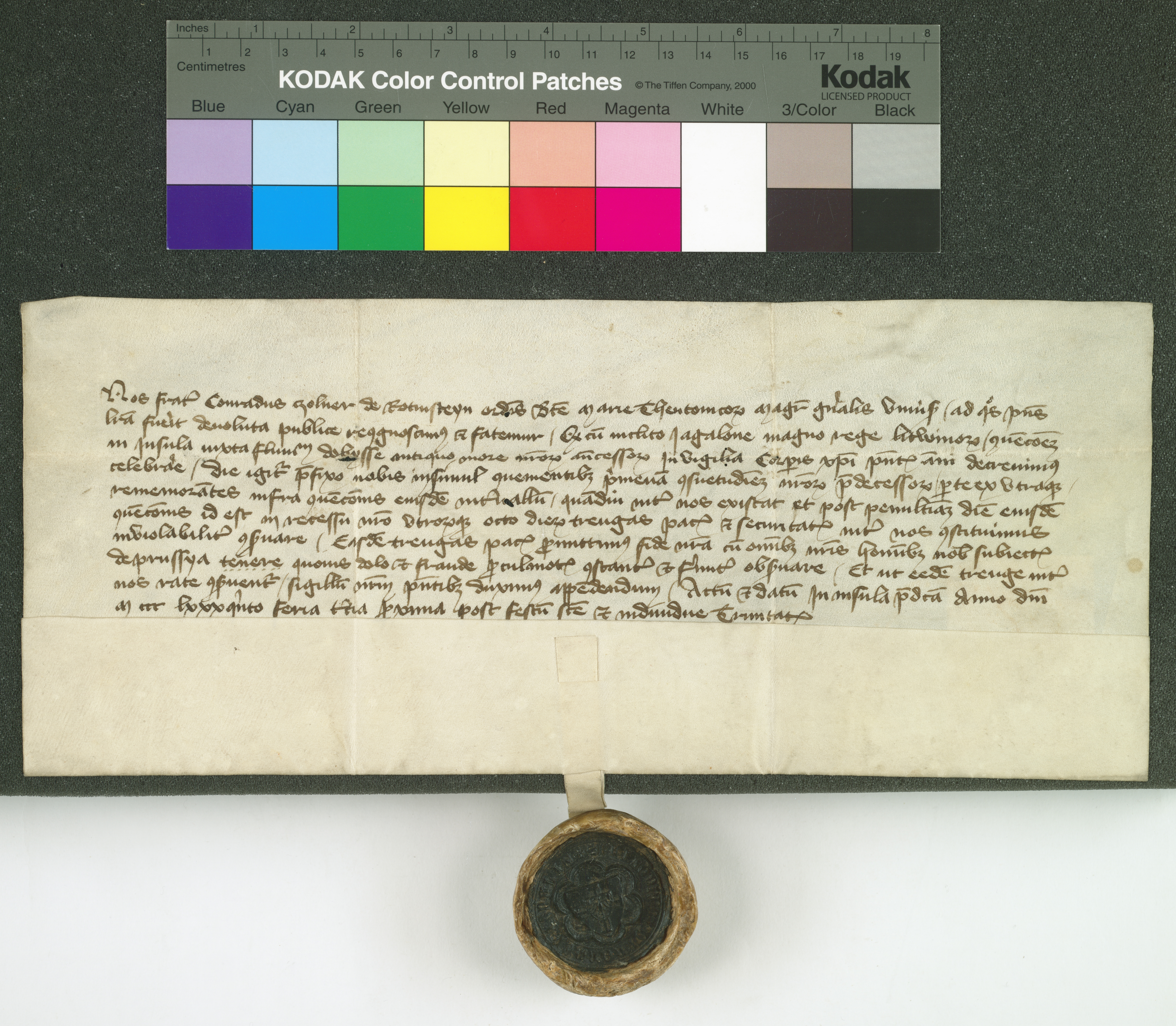
Konrad Zöllner von Rotenstein, wielki mistrz zakonu krzyżackiego, zaręcza dotrzymanie zawieszenia broni na czas rokowań mających się odbyć na wyspie na rzece Dubissa z Jagiełłą, „wielkim królem litewskim” (dokument z 1385 roku).

Rozejm – pojęcie z zakresu prawa międzynarodowego, oznaczające czasowe lub bezterminowe wstrzymanie działań wojennych pomiędzy stronami walczącymi na wszystkich frontach.
Najczęściej wiąże się z zaprzestaniem wrogich działań do czasu zawarcia traktatu pokojowego. Przykładami tego typu rozejmów są rozejm andruszowski, rozejm w Compiègne (1918) czy rozejm w Rydze (1920). Wyjątek stanowi rozejm pomiędzy Koreą Północną a Południową, który po zawarciu w 1953 roku nie został zakończony podpisaniem traktatu pokojowego, przez co trwa do dzisiaj.
Formalnie po zawarciu rozejmu strony, które go zawarły, nadal pozostają w stanie wojny. W razie zerwania rokowań walka może zostać wznowiona.
Warunki zawierania rozejmu normuje haski regulamin wojny z 1907 roku (rozdział 5, art. 36 – 41), a w szczegółach konkretna umowa.
Konwencja genewska o jeńcach z 1929 roku w art. 75 przewiduje, że zawierając rozejm, strony powinny umieścić w umowie porozumienie o repatriacji jeńców, a przynajmniej rozpocząć rozmowy w tej sprawie. W każdym razie repatriacja ta powinna nastąpić w jak najkrótszym czasie po zawarciu pokoju.